# Hanane Al-Barassi
Pour les articles homonymes, voir Barassi.
Hanane Al-Barassi, née en 1973 et morte le 10 novembre 2020 à Benghazi, est une avocate libyenne. Militante pour les droits des femmes, elle a également dénoncé la corruption dans son pays. Elle meurt assassinée le 10 novembre 2020 à Benghazi.

## Biographie
Hanane Al-Barassi est née vers 1974 (elle a 46 ans à sa mort en 2020) en Libye. Elle est issue d'une tribu influente de l'est du pays.
Hanane Al-Barassi  est active sur les réseaux sociaux où, contournant les contrôles stricts, elle diffuse des vidéos en live pour défendre les droits des femmes et donner la parole aux femmes victimes de violence. 
Elle s'attaque également à la corruption de plusieurs individus affiliés à des groupes armés à l'Est, visant principalement Khalifa Haftar, ses hommes et ses fils adultes, Saddam et Khalid, ainsi que son gendre Ayoub. Selon Hanan Salah, chercheuse  principale en Libye pour Human Rights Watch, Hanane Al-Barassi a également mentionné des fraudes financières et des cas présumés d’agression et de viol de femmes à Benghazi dans lesquels elle implique des membres des groupes armés à Benghazi. Son action, très médiatisée, est aussi très contestée et lui attire de nombreux ennemis.
Elle dirige également une association locale de défense des droits des femmes.
Elle est assassinée le 10 novembre dans une rue commerçante de Benghazi, la rue 20, abattue à bout portant par des hommes qui n'ont pas été identifiés. Peu de temps auparavant, elle diffusait une vidéo en live sur Facebook», où elle critiquait, assise dans une voiture face à la caméra, des groupes armés proches de Khalifa Haftar, l'homme fort de l’Est.
Dans cette vidéo, elle se dit aussi «menacée». De fait, Amnesty International déclare que Hanane al-Barassi et sa fille ont déjà reçu des menaces de mort. Une tentative d'assassinat visant sa fille a été déjouée à Benghazi peu de temps avant et, quelques semaines plus tôt, elle avait annoncé qu'elle avait été victime d'une tentative d'assassinat planifiée par un responsable de la sécurité dans l'est de la Libye.
Le syndicat des avocats libyens déclare que les forces de sécurité ont donné instructions aux membres de Benghazi de «faire taire» Hanane AL-Barassi. 
« L'assassinat de Hanane met en évidence la menace pour la vie des femmes qui s'expriment sur les questions politiques en Libye », estime Amnesty International. Dans un rapport de 2018, Amnesty déclare que les femmes qui osent dénoncer la corruption, les prédations des milices ou des forces de Haftar souffrent de «risques spécifiques liés au genre» ou de dénigrement dans les campagnes sur les réseaux sociaux.
Cela « rappelle d'autres crimes pour lesquels personne n'a été puni », commente de son côté Hanan Salah. En effet, cette affaire intervient presque un an et demi après la disparition de la parlementaire Seham Sergiwa, kidnappée par des hommes armés à Benghazi après avoir critiqué l'offensive désastreuse lancée par Haftar sur Tripoli. Elle n'est jamais réapparue,.
L'assassinat de Hanane al-Barassi suscite une grande émotion dans le pays. C'est une nouvelle « effrayante et épouvantable et un rappel douloureux de la réalité sur le terrain, en particulier pour les femmes », a fustigé sur Twitter une autre avocate libyenne, Elham Saudi, elle aussi connue pour son engagement associatif.
Sur sa pierre tombale figure l'inscription « Martyre de la vérité ». 